# Mohammad Sarwar
Mohammad Sarwar ou Chaudhry Mohammad Sarwar (en ourdou : چودھری محمد سرور), né le 2 août 1952 à Pir Mahal, dans la province du Pendjab, est un homme politique britannique puis pakistanais.
Ayant possédé la double nationalité, il devient le premier député musulman du Parlement du Royaume-Uni en 1997 en représentant Glasgow, poste qu'il occupe durant treize années. Il est deux fois gouverneur de la province du Pendjab au Pakistan de 2013 à 2015 et de 2018 à 2022.

## Biographie

### Études
Mohammad Sarwar est né à Pir Mahal, village du district de Toba Tek Singh, et est issu d'une famille de fermier.
Son fils Anas Sarwar est élu député du Parlement du Royaume-Uni en 2010 en remplacement de son père.

### Carrière politique
Le 1er mai 1997, il devient le premier député musulman du Parlement du Royaume-Uni, élu dans une circonscription de Glasgow sous l'étiquette du Parti travailliste. Il occupe ce poste durant treize années, jusqu'au 6 mai 2010. 
Au Pakistan, il est membre de la Ligue musulmane du Pakistan (N) et un partisan de Nawaz Sharif lors de sa campagne des élections législatives de 2013.
Le 2 août 2013, il devient gouverneur de la province du Pendjab, nommé par le président Mamnoon Hussain sur le conseil du Premier ministre Nawaz Sharif. Lors de son investiture, il fait de l'éducation son principal défi, et promet d'augmenter d'un million le nombre d'enfants à l'école. Pour accepter ce poste, il a du renoncer à sa citoyenneté britannique. 
Le 29 janvier 2015, il démissionne de son poste de gouverneur après avoir critiqué la politique étrangère du Premier ministre Nawaz Sharif, pointant comme un échec l'absence de Barack Obama dans le pays alors qu'il visite l'Inde. Le 10 février, il quitte la Ligue pour rejoindre le Mouvement du Pakistan pour la justice. Le 3 mars, il est élu sénateur sous cette nouvelle étiquette pour un mandat de six ans.
Après la victoire de son parti aux élections législatives de 2018, il retrouve le poste de gouverneur du Pendjab le 5 septembre 2018, nommé par le Premier ministre Imran Khan. Le 3 avril 2022, il est remplacé par Omar Sarfaraz Cheema.